# Ochtmersleben
Ochtmersleben is een plaats en voormalige gemeente in de Duitse deelstaat Saksen-Anhalt, en maakt deel uit van de Landkreis Börde.
Ochtmersleben telt 579 inwoners.